# TRACON

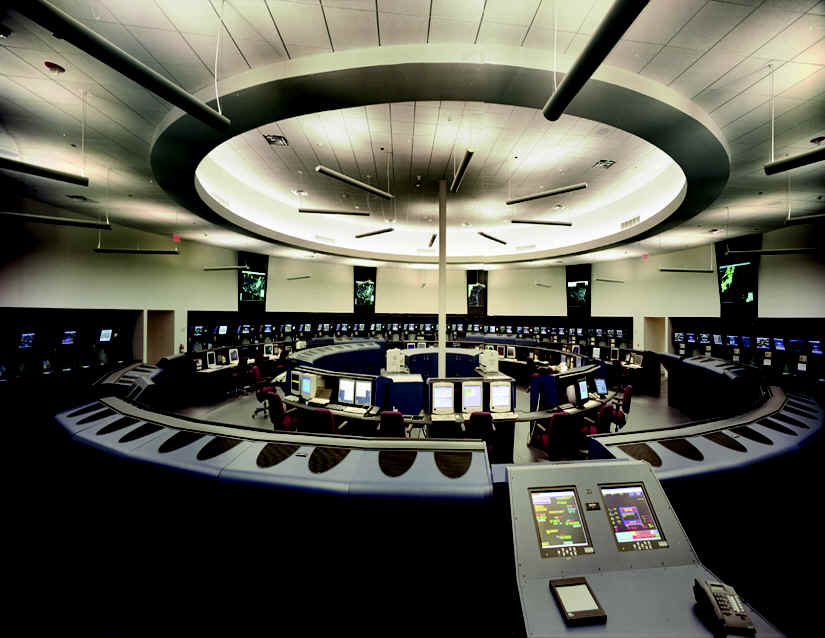
TRACON-Kontrollraum

Eine TRACON (Terminal Radar Approach Control) ist eine Einrichtung zur Kontrolle des Luftverkehrs und normalerweise in der Nähe eines großen Flughafens angesiedelt. Es werden typischerweise Luftfahrzeuge innerhalb eines Radius von 56 bis 93 km (30–50 NM) um den Flughafen und zwischen Boden und 3000 m bis 4500 m (10.000 bis 15.000 Fuß) kontrolliert. Im Funkverkehr wird das TRACON manchmal auch als Approach Control oder Departure Control bezeichnet.